# قشلاق شاه خانم علي برات (مقاطعة بيله سوار)
قشلاق شاه خانم علي برات (بالفارسية: قشلاق شاه خانم علی برات) هي منطقة سكنية تقع في إيران في أردبيل. يقدر عدد سكانها بـ 14 نسمة .